# Phrynus pinarensis
Espèce
Synonymes
- Phrynus armasi Quintero, 1981

Phrynus pinarensis est une espèce d'amblypyges de la famille des Phrynidae.

## Distribution
Cette espèce est endémique de Cuba.

## Étymologie
Son nom d'espèce, composé de pinar et du suffixe latin -ensis, « qui vit dans, qui habite », lui a été donné en référence au lieu de sa découverte, la province de Pinar del Río.

## Publication originale
- Franganillo, 1930 : Mas aracnidos nuevos de la isla de Cuba. Memorias del Instituto Nacional de Investigaciones Científicas, vol. 1, p. 45-99.